# Miguel Ángel Revilla
Miguel Ángel Revilla Roiz (Salceda, Polaciones, 23 de enero de 1943) es un economista, profesor, escritor y político español, secretario general del Partido Regionalista de Cantabria (PRC) desde 1988 hasta 2025. Fue presidente de Cantabria entre 2003 y 2011, y posteriormente entre 2015 y 2023.

## Biografía
Nació en 1943 en la localidad de Salceda, perteneciente al municipio cántabro de Polaciones. Divorciado, está casado en segundas nupcias con Aurora Díaz Abella, natural de la comarca de El Bierzo. Tiene tres hijas, dos de su primer matrimonio.
Licenciado en Ciencias Económicas y Empresariales y diplomado en Banca y Bolsa por la Universidad del País Vasco, es empleado de banca en excedencia. Entre 1974 y 1982 dirigió la sucursal del Banco Atlántico en Torrelavega. Asimismo, de 1979 a 1982 fue profesor de Estructura Económica en la Escuela Superior de Dirección de Empresas de Santander, antes de acceder a la Universidad de Cantabria, donde ejerció como profesor asociado de Política Económica y Hacienda Pública hasta 1995.

### Trayectoria política inicial
Durante su juventud, en plena dictadura franquista, militó en el partido único del régimen, el «Movimiento». Compaginó esta militancia con su afiliación al Sindicato Vertical y accedió en 1973 al cargo de delegado comarcal de Sindicatos en Torrelavega. No obstante, según declaró posteriormente Revilla a la escritora Virginia Drake, durante su etapa universitaria en el País Vasco habría llegado a organizar «un sindicato subversivo y antifranquista».
En 1976 creó la Asociación para la Defensa de los Intereses de Cantabria (ADIC), y a partir de ella fundó, en 1978, el Partido Regionalista de Cantabria (PRC), en representación del cual es diputado desde 1983. En 1988 el congreso del PRC le eligió como secretario general, cargo que mantiene en la actualidad revalidado por los sucesivos congresos del partido.
En las legislaturas 1995-1999 y 1999-2003 fue vicepresidente y consejero de Obras Públicas, Vivienda y Urbanismo del ejecutivo cántabro en un gobierno de coalición con el Partido Popular (PP).

### Primer ciclo como presidente de Cantabria

#### Primer mandato
Tras las elecciones autonómicas del 25 de mayo de 2003, pactó con el PSC-PSOE un gobierno de coalición en el que a pesar de que su partido solo consiguió 8 escaños, los 13 del PSC-PSOE le otorgaron la presidencia sumando 21 escaños, 3 más que los conseguidos por el PP. El día 27 de junio de 2003 fue elegido presidente de Cantabria.

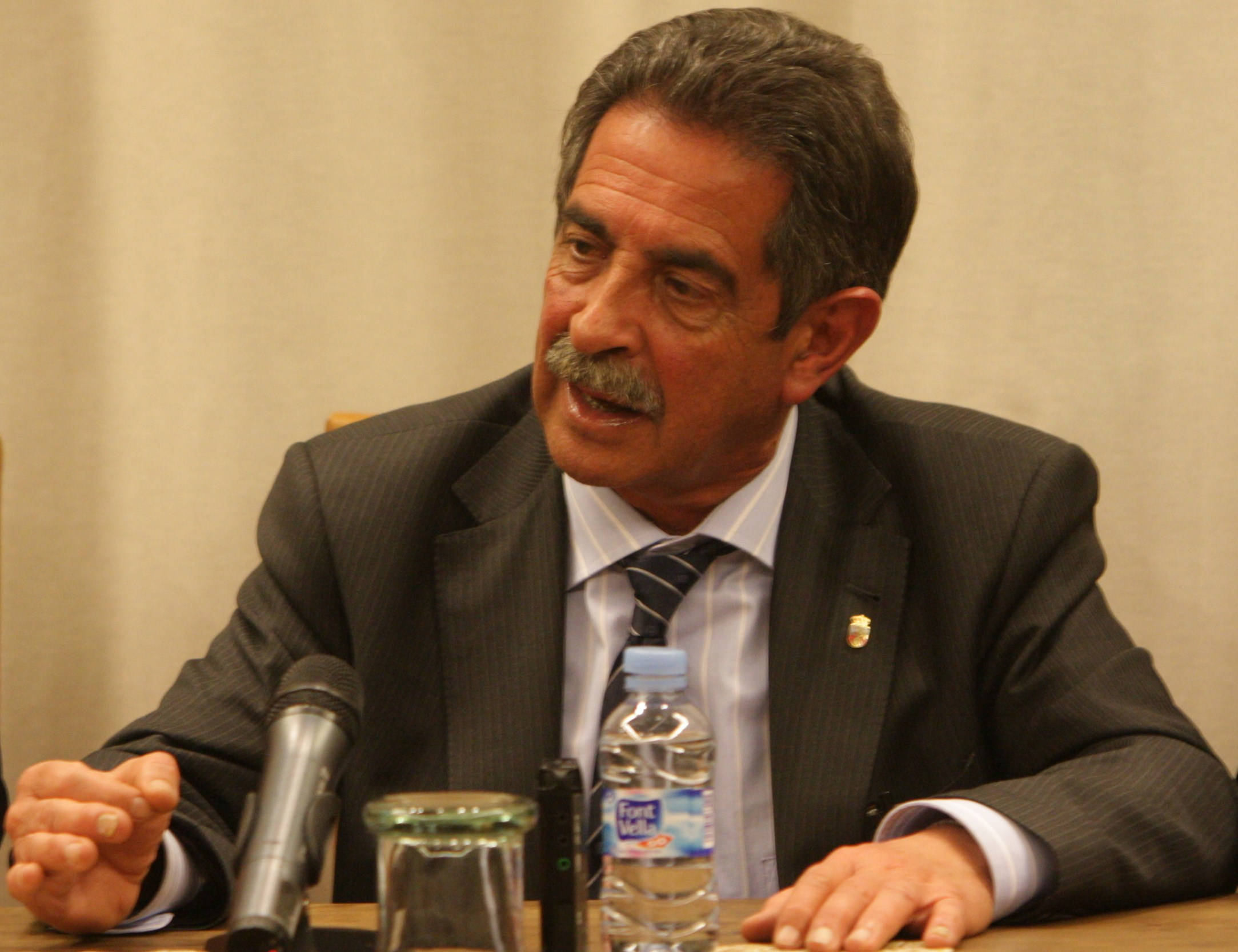
Revilla en el Colegio Mayor Elías Ahúja de Madrid en 2011

#### Segundo mandato
En las elecciones autonómicas del 27 de mayo de 2007 su partido consiguió 12 escaños e hizo posible la reedición del pacto con unos socialistas que en este caso solo consiguieron 10 escaños. Sin embargo, el PRC mantuvo el mismo peso político en el Gobierno.
En las elecciones generales de 2008, en las que el Partido Regionalista de Cantabria decidió no presentarse, sin pedir el voto para ningún partido, Revilla mostró sus preferencias por la continuidad de Rodríguez Zapatero como presidente y llegó incluso a asistir a un mitin del PSOE en Santander en el que participó Felipe González.
En 2010 era el presidente autonómico mejor valorado en su comunidad, según una encuesta del CIS.
En las elecciones autonómicas de 2011 no consiguió renovar el pacto PRC-PSOE en la Comunidad al obtener mayoría absoluta el PP, por lo que dejó de ser presidente de Cantabria. Le sustituye Ignacio Diego.

### Segundo ciclo como presidente de Cantabria

#### Tercer mandato
Gracias a las elecciones autonómicas de España de 2015, consiguió quedarse a un escaño de empatar con el PP. De este modo, renovó el pacto PRC-PSOE y con sus votos y la abstención de Podemos, Miguel Ángel Revilla volvió a ser presidente de Cantabria por tercera vez.

#### Cuarto mandato
Las elecciones autonómicas de 2019 supusieron el apogeo del PRC, que se quedó a tres escaños de la mayoría absoluta. Ese resultado permitió a Revilla revalidar un cuarto mandato, de nuevo, con el PSC-PSOE.

#### Elecciones de 2023
En las elecciones al Parlamento de Cantabria del 28 de mayo de 2023, el PRC pasó de catorce a ocho diputados de los 35 que conforman el Parlamento. Por su parte el PP consigue quince, el PSC-PSOE ocho y Vox cuatro, lo que impidió que Miguel Ángel Revilla pudiera revalidar su acuerdo de gobierno con el PSC y optar a un quinto mandato en la presidencia de Cantabria.
En la investidura de su sucesora, María José Sáenz de Buruaga, su partido se abstuvo para evitar un gobierno con Vox.

## Pospresidencia
Tras las elecciones de 2023, Revilla continuó como miembro del Parlamento de Cantabria. Al año siguiente, anunció que continuaría hasta el final de la legislatura regional, pero que en 2025 dejaría la Secretaría General del PRC, con el objetivo de renovar el liderazgo de cara a las elecciones autonómicas de 2027.
El 1 de abril de 2025, el rey Juan Carlos demandó al expresidente cántabro por difamación al considerar que numerosas declaraciones del político en diversos medios de comunicación entre mayo de 2022 y enero de 2025 suponían un «atentado contra su honor». Le reclama 50 000 euros por «daños morales».

## Trayectoria televisiva
Miguel Ángel Revilla ha aprovechado su carácter para hacer numerosas apariciones en programas de la televisión española.
Su faceta televisiva comenzó colaborando entre 2007 y 2009 en Buenafuente, de La Sexta, donde participaba una vez al mes en una sección fija dedicada a comentar la actualidad.
Desde septiembre de 2010 es invitado habitual en el magacín matinal El programa de Ana Rosa y en febrero de 2011 se convirtió en colaborador de La noria, ambos emitidos en Telecinco.
El dinero obtenido por tales colaboraciones lo donó íntegramente a la Cocina Económica de Santander. Desde 2013 participó en el programa La Sexta noche de La Sexta, se incorporó como tertuliano a Las mañanas de Cuatro y ha colaborado de forma esporádica en Abre los ojos y mira de Telecinco.
También ha pasado como invitado por Todo va bien, Viajando con Chester en Cuatro y Hable con ellas en Telecinco. El domingo 30 de noviembre de 2014 estrenó en Telecinco un programa propio: Este país merece la pena.
El 1 de abril de 2016 participó en el programa Dos días y una noche de Atresmedia.
En 2010, la editorial madrileña "La esfera de los Libros" publicó Revilla: políticamente incorrecto, de la periodista Virginia Drake.
Fue personaje invitado en dos programas de Telecinco en el espacio de entrevistas Mi casa es la tuya con Bertín Osborne.
Además de estas intervenciones televisivas, asiduamente ha sido invitado del programa El hormiguero, donde ha comentando la actualidad; también ha sido entrevistado en varias ocasiones en programas de LaSexta como en la Sexta noche y Liarla Pardo, entre otros.
En 2024 participó en el concurso de televisión de Antena 3 Mask Singer: adivina quién canta, bajo la máscara de Brócoli.

## Obras publicadas
- La economía de Cantabria (1978).
- Nadie es más que nadie (2012, Espasa-Calpe).[16]
- La jungla de los listos (2014, Espasa-Calpe).
- Este país merece la pena (2014, Espasa-Calpe).
- Ser feliz no es caro (2016).
- Sin censura (2018, Espasa-Calpe).[17]
- ¿Por qué no nos queremos? (2020, Espasa).
- Toda una vida (2023, Espasa).
- Por qué pasa lo que pasa (2024, Espasa).